# Agura

A posição agura.

Agura (胡坐 or あぐら, lit.  "sentar-se à estrangeiro/bárbaro"; também chamada de anza 安座) é o termo japonês para a posição normalmente referida como sentado de pernas cruzadas em português.

## Descrição
As nádegas ficam no chão (ou sobre uma almofada colocada no chão) e as pernas ficam na frente, com os joelhos dobrados e cada pé cruzado sob a outra perna.

## Contexto cultural

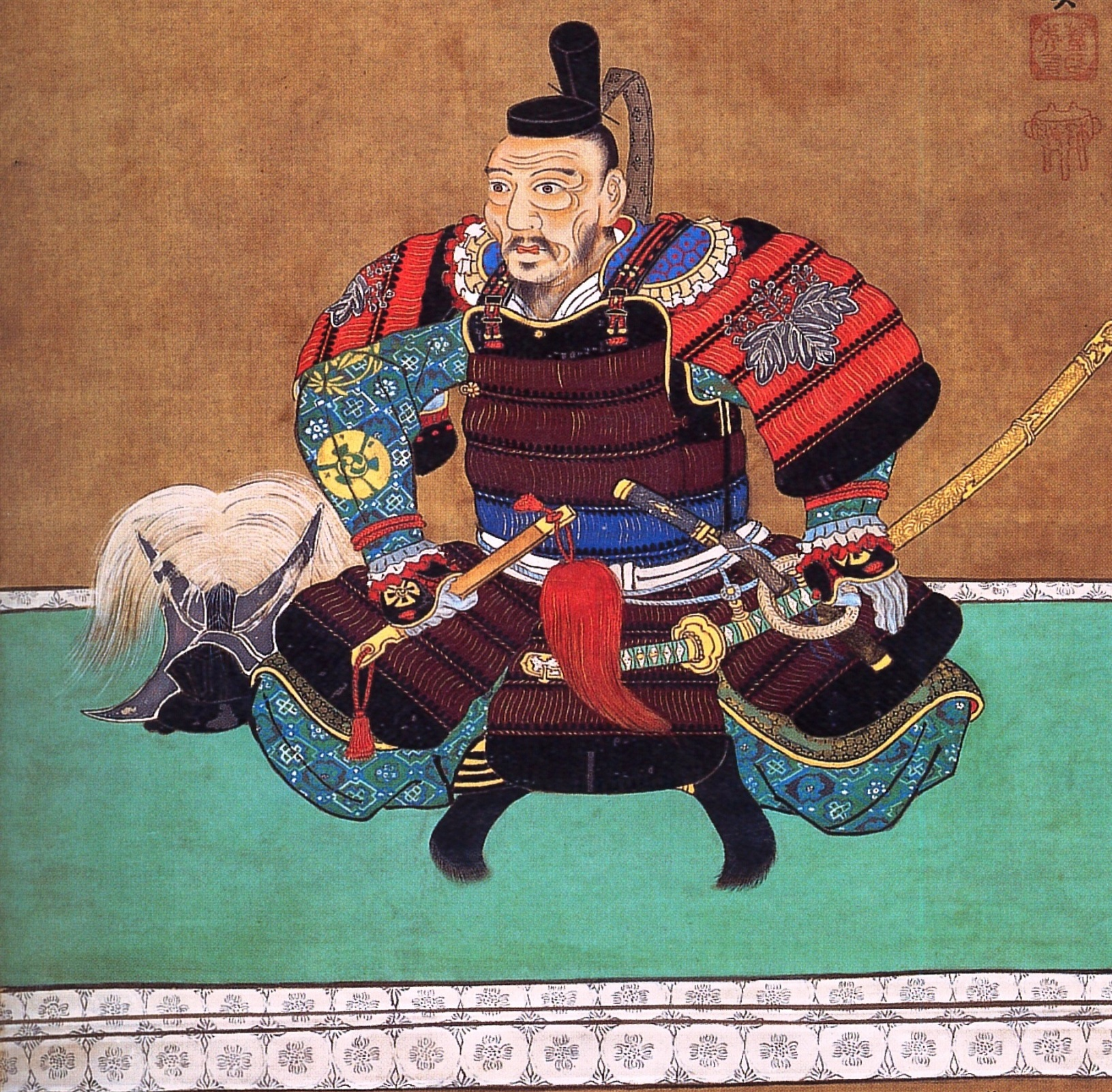
Toyotomi Hideyoshi sentado em posição agura.

No Japão, esta postura é considerada uma alternativa informal à seiza (posição sentada correta), embora seja geralmente considerada pouco feminina e grosseira para mulheres sentadas com saias ou certos tipos de roupas tradicionais, como o quimono (principalmente devido à abertura num quimono pré-moderno e ao facto de que as mulheres raramente usavam roupas interiores; enquanto, sob certas circunstâncias, os homens podiam aparecer em público vestindo somente as suas roupas interiores, o fundoshi). Também pode ser considerado indelicado sentar-se desta maneira na presença de um superior ou de pessoas mais velhas, a menos que seja permitido fazê-lo.